# Marina Iwanowna Zwetajewa

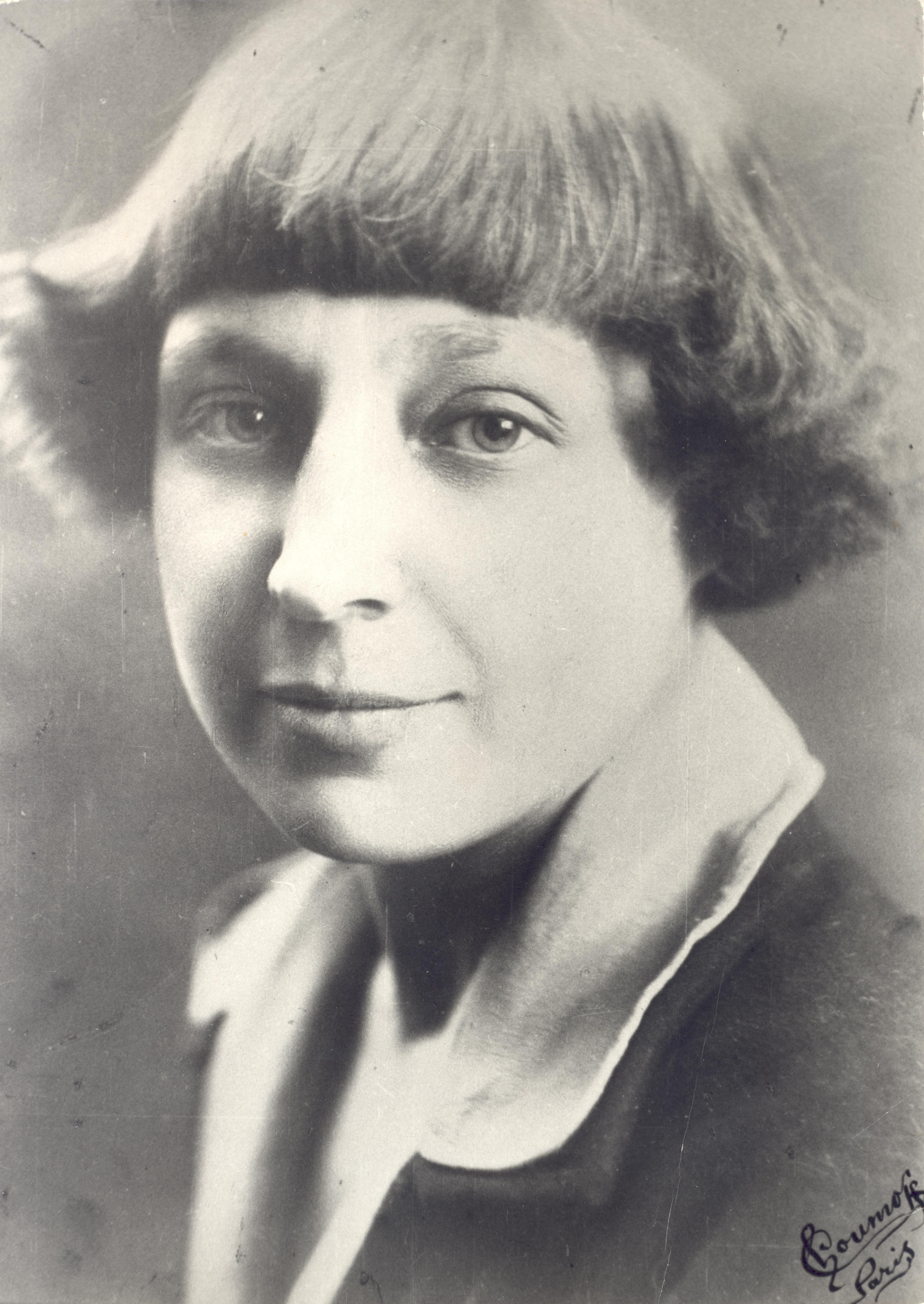
Marina Zwetajewa (1925)

Marina Iwanowna Zwetajewa (russisch Мари́на Ива́новна Цвета́ева, wiss. Transliteration Marina Ivanovna Cvetaeva; * 26. Septemberjul. / 8. Oktober 1892greg. in Moskau, Russisches Kaiserreich; † 31. August 1941 in Jelabuga, Tatarische ASSR Russische SFSR, Sowjetunion) war eine russische Dichterin und Schriftstellerin. Sie gehört zu den bedeutendsten russischen Dichtern im 20. Jahrhundert.

## Leben

### Kindheit und Jugend
Vieles in der Dichtung Marina Zwetajewas hat seine Wurzeln tief in der verdrängten und unruhigen Kindheit, die trotzdem reich und einzigartig war. Ihr Vater Iwan Wladimirowitsch Zwetajew war Professor der Kunstgeschichte an der Moskauer Universität und gründete später das Museum Alexander III., das heute als Puschkin-Museum bekannt ist.
Marija Aleksandrowna Meyn, Zwetajews zweite Ehefrau und Marinas Mutter, war eine hochgebildete, jedoch sprunghafte und frustrierte Konzertpianistin mit deutschen und polnischen Vorfahren. Diese Tatsache beflügelte später Marina Zwetajewas Fantasie und förderte ihre Identifizierung mit der polnischen Aristokratie und mit den deutschen Dichtern.
Marina hatte zwei Halbgeschwister aus der ersten Ehe des Vaters, Walerija und Andrei; 1894 wurde ihre jüngere Schwester Anastasija geboren, die von der Mutter bevorzugt wurde. Zwetajewas Vater liebte sie, war jedoch stark in seine Studien eingebunden und fand wenig Zeit für die Familie. Daneben war er nie über den Tod seiner ersten Frau, der Opernsängerin Warwara Ilowaiskaja, hinweggekommen und trauerte weiter um sie. Marinas Mutter ihrerseits trauerte um eine große, jedoch unglückliche Liebe in ihrer Jugend.
Maria Alexandrowna missbilligte die dichterische Neigung ihrer Tochter, da sie sie als Pianistin sehen wollte und ihre Poesie als armselig empfand. Besondere Spannungen gab es zwischen Marinas Mutter und Warwaras Kindern.

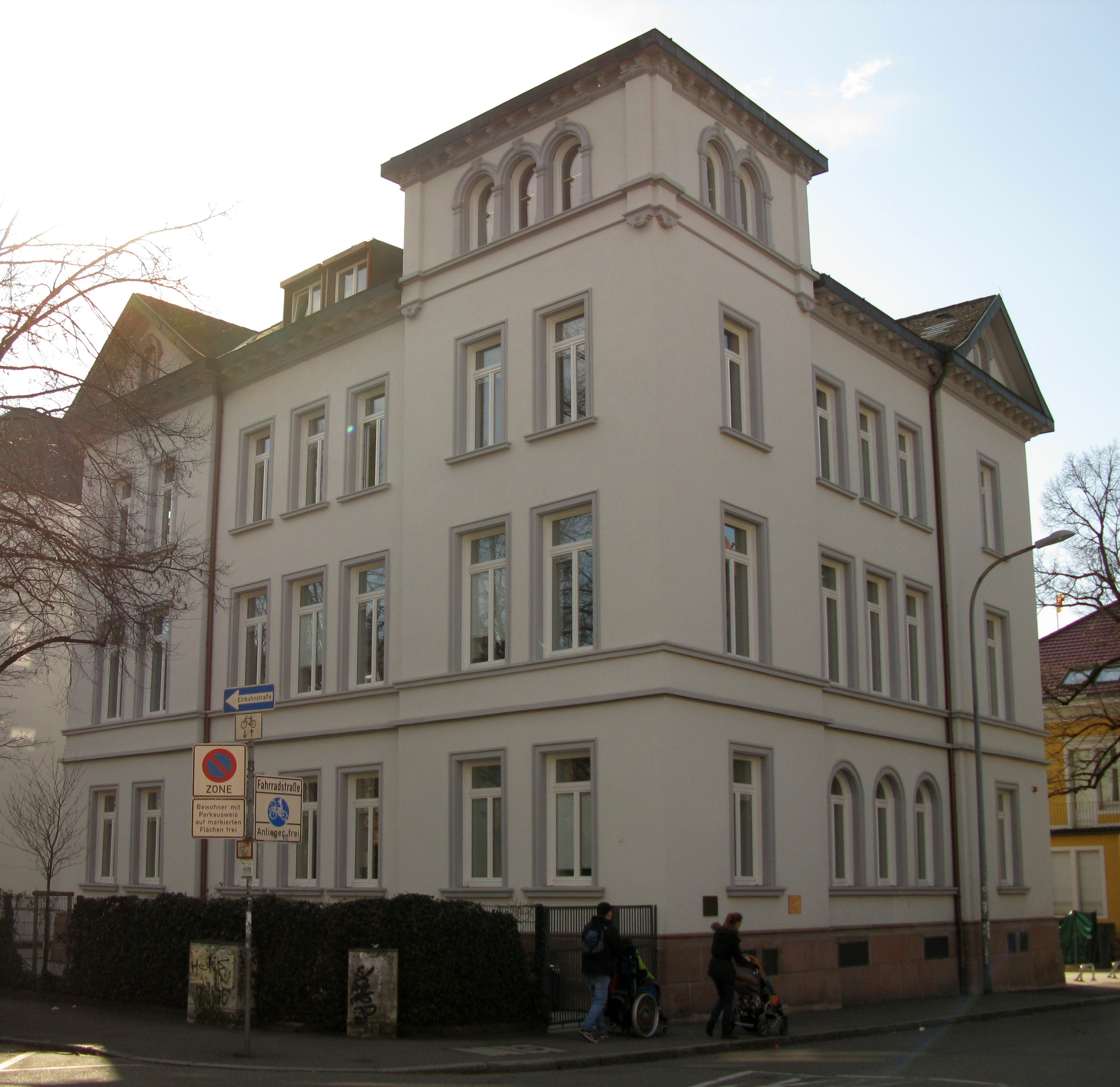
Wohnhaus von Marina Zwetajewa (1904–1905) in Freiburg im Breisgau

1902 erkrankte die Mutter an Tuberkulose. Bis zu ihrem Tod 1906 reiste die Familie durch Europa, um ihr durch Klimaveränderungen Linderung zu verschaffen. Eine Zeitlang lebten sie in Nervi bei Genua. Hier, fern von den strengen Vorschriften der bürgerlichen Moskauer Gesellschaft, war die Zehnjährige erstmals frei, spielte, kletterte durch die Klippen und konnte ihrer Fantasie freien Lauf lassen. Die zahlreichen russischen Emigranten, die damals in dieser Gegend lebten, dürften auf das empfindsame Kind ebenfalls einigen Einfluss gehabt haben. Die Zwetajewa-Kinder verwilderten mit der Zeit, was man bis zum Juni 1904 zuließ, als Marina in eine Schule in Lausanne geschickt wurde.
1904/05 lebte die Familie in Freiburg im Breisgau und verbrachte die Sommerferien im Gasthaus Engel in Horben. Im Juni 1905 erforderte die Krankheit der Mutter ihre Verlegung in ein Sanatorium in St. Blasien im Schwarzwald, wo sich dann auch die Schwestern mit dem Vater ab Ende Juli bis Ende September wohl im Gasthaus Felsenkeller aufhielten; anschließend begab man sich über den Winter auf die ukrainische Halbinsel Krim und kehrte Ende März 1906 nach Moskau zurück. Auf der Fahrt musste in Tarussa die Fahrt unterbrochen werden: Die Mutter starb.
Die vielen Umzüge der Familie waren Ursache einiger Schulwechsel, und Marina lernte auf den Reisen Italienisch, Französisch und Deutsch – 1908 studierte sie Literaturgeschichte an der Sorbonne.

In dieser Zeit begann in der russischen Dichtung die Blütezeit des Symbolismus, einer revolutionären Entwicklung in der Literatur, welche Zwetajewas spätere Arbeit stark beeinflussen sollte. Nicht die Theorie faszinierte sie, sondern die Poesie und unglaubliche Ernsthaftigkeit, mit der Dichter wie Andrei Bely und Alexander Blok ihre Werke schufen. Zwetajewas erster Gedichtband, Abendalbum (Вечерний альбом), erschien 1910 und zog die Aufmerksamkeit des Dichters und Kritikers Maximilian Woloschin auf sich, den Zwetajewa nach seinem Tod in ihrem Text Lebendes über einen Lebenden (Живое о живом, 1932) beschrieb. Woloschin traf mit Zwetajewa zusammen und wurde bald zu ihrem Freund und Mentor.

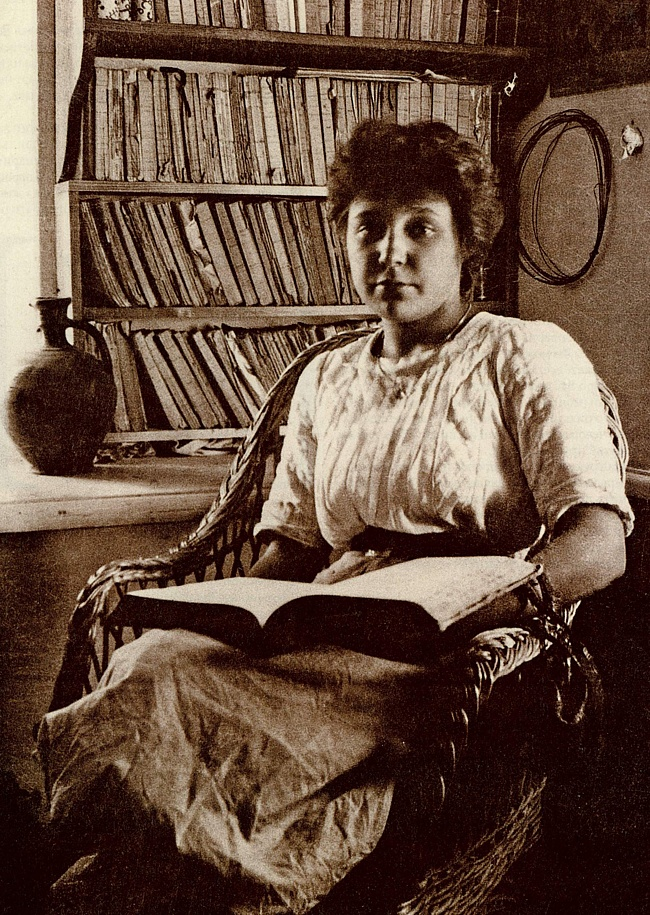
Aufnahme Max Woloschin 1911 Koktebel

Sie verbrachte einige Zeit in Woloschins Zuhause in Koktebel am Schwarzen Meer, das ein bekannter Treffpunkt für Dichter, Schriftsteller und Künstler war. Sie schloss Freundschaft mit Andrei Bely, den sie in ihrem Essay Gefangener Geist (Пленный дух, 1934) beschrieb. Die Arbeiten von Alexander Blok und Anna Achmatowa fesselten sie ebenso, obwohl sie Blok niemals und Achmatowa erst viel später begegnete. In ihrer Beschreibung der Gemeinschaft in Koktebel schrieb Viktoria Schweitzer: Dies war „die Geburtsstunde ihrer Inspiration“.
In Koktebel traf Zwetajewa auf den vom Unglück verfolgten Sergei Jakowlewitsch Efron, einen Offizierskadetten. Sie war 19, er 18 Jahre alt: sie verliebten sich auf der Stelle ineinander und heirateten 1912, in dem Jahr, in dem das Lebenswerk ihres Vaters, das Museum Alexander III. (Puschkin-Museum), von Zar Nikolaus II. feierlich eröffnet wurde.
Marina Zwetajewas starke Liebe zu Efron hielt sie später nicht von Liebesgeschichten mit anderen Männern ab, darunter die mit Ossip Mandelstam, dem sie eine Gedichtsammlung mit dem Titel Meilensteine (Версты, 1916) widmete. Eine stürmische und zwiespältige Beziehung (1914–1916) zu der lesbischen Dichterin Sofia Parnok, die sieben Jahre älter war als sie, behandelte sie in dem Gedichtzyklus Die Freundin (Подруга) bzw. Der Fehler (Ошибка, 1920).
Bis zur Revolution lebte Zwetajewa mit ihrem Ehemann auf der Krim; sie hatte zwei Töchter: Ariadna (1912–1975) und Irina (1917–1920) und einen Sohn Georgi (1925–1944). 1914 meldete sich Efron freiwillig an die Front; 1917 war er in Moskau im 56. Reserveregiment stationiert.

### Revolutionsjahre
Zwetajewa erlebte die Oktoberrevolution aus erster Hand. In der Eisenbahn begegnete sie einfachen Menschen und war von der wütenden und gewaltsamen Stimmung schockiert. In ihrem Tagebuch schrieb sie: „In der Luft des Zugabteils hingen nur drei scharfe Worte: Bourgeois, Junker, Blutsauger“.
Nach der Revolution schloss sich Efron der Weißen Armee an, und Marina kehrte nach Moskau zurück in der Hoffnung, ihren Mann wiederzutreffen. Sie saß daraufhin fünf Jahre in der Stadt fest.
Sie schrieb sechs Versdramen und Gedichterzählungen, wie Das Mädchen des Zaren (Царь-Девица), und ihr Epos über den Bürgerkrieg, Schwanenlager (Лебединый стан, 1917–1921), glorifizierte die Kämpfer gegen den Kommunismus. Der Gedichtzyklus im Tagebuchstil beginnt am Tag der Abdankung Zar Nikolaus’ II. im März 1917 und endet spät im Jahr 1920, als die antikommunistische Weiße Armee endgültig bezwungen wurde. Die „Schwäne“ aus dem Titel des Gedichts stehen für die Freiwilligen der Weißen Armee wie ihren Mann Efron.
Die Moskauer Hungersnot forderte schrecklichen Tribut von Marina Zwetajewa. Ohne Verwandtschaft, an die sie sich hätte wenden können, hatte sie keinerlei Möglichkeit, sich oder ihre Töchter zu schützen. 1919 brachte sie Irina im Kinderheim in Kunzewo bei Moskau unter, in der irrigen Annahme, sie würde dort besser verpflegt – Irina starb dort jedoch am 15. Februar 1920 an Unterernährung. Der Tod des Kindes stürzte Zwetajewa in tiefe Trauer und Verzweiflung; in einem Brief schrieb sie: „Gott hat mich gestraft“.
In diesen Jahren unterhielt Zwetajewa eine enge und intensive Freundschaft zu der Schauspielerin Sofie Gollidey, für die sie eine Reihe Theaterstücke schrieb.

### Exil

#### Berlin und Prag

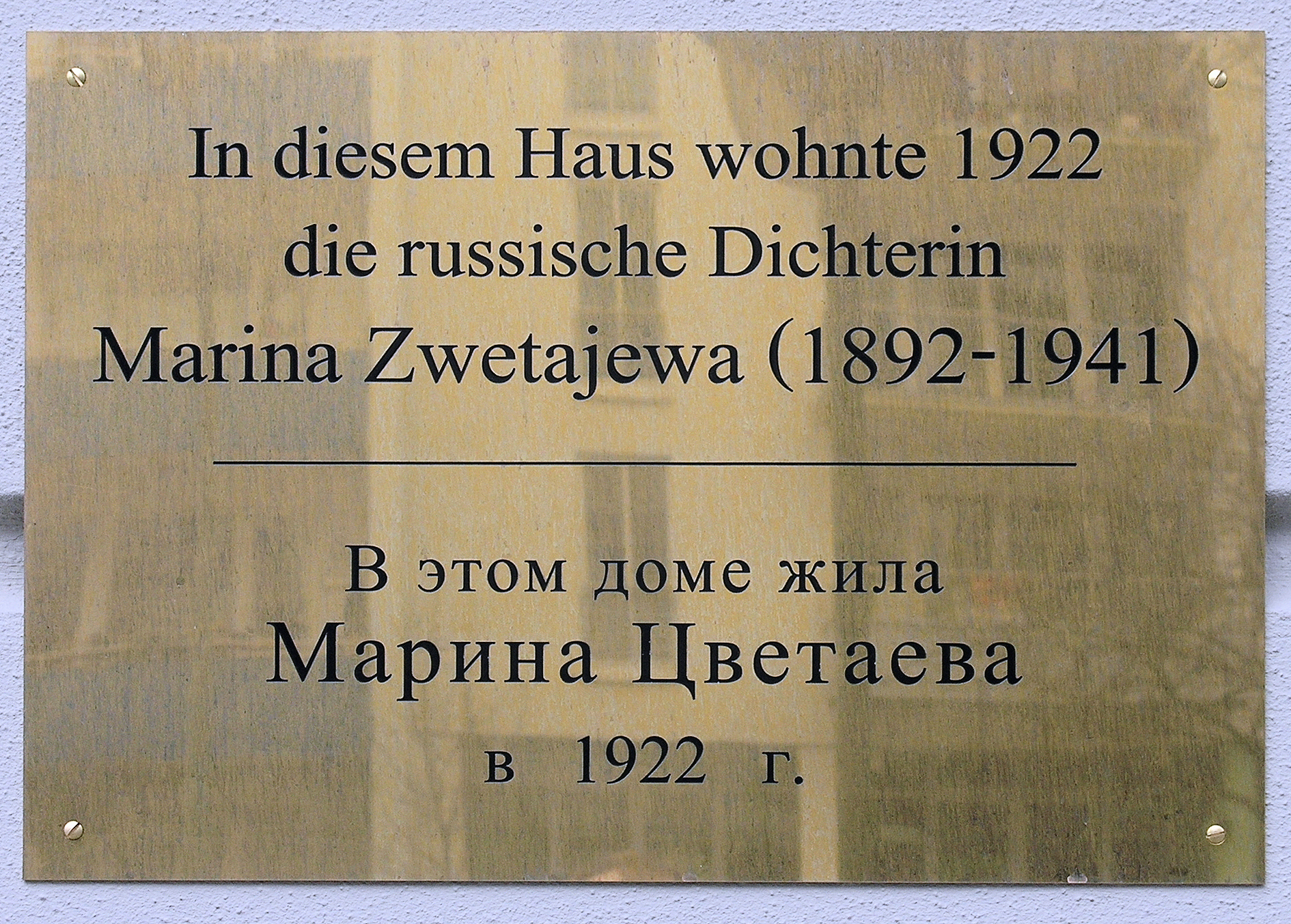
Gedenktafel am Haus Trautenaustraße 9 in Berlin-Wilmersdorf

1922 verließ sie mit ihrer Tochter Ariadna die Sowjetunion und traf Efron in Berlin wieder. Dort veröffentlichte sie die Gedichtsammlungen Trennung (Разлука), Gedichte an Blok (Стихи к Блоку) und Das Mädchen des Zaren.
Im August 1922 zog die Familie nach Prag um. Da sie sich eine Wohnung in Prag selbst nicht leisten konnten – Efron studierte Politikwissenschaft und Soziologie an der Karlsuniversität und lebte im Wohnheim –, mieteten Marina Zwetajewa und Ariadna sich Räume in einem Dorf außerhalb Prags.
In Prag hatte Marina Zwetajewa eine leidenschaftliche Liebesbeziehung mit Konstantin Bojeslaw Rosdewitsch, einem ehemaligen Offizier. Die Affäre wurde in den Emigrantenkreisen allgemein bekannt, und selbst Efron erfuhr davon. Efron war erschüttert, was u. a. aus einem Brief an Woloschin hervorgeht, obwohl er selbst bei zahlreichen Gelegenheiten Frauen nachgestellt hatte.
Ihre Trennung von Rosdewitsch 1923 inspirierte Zwetajewa fast umgehend zu ihrem großen Werk Poem vom Ende. Neujahrsbrief (Поэма Конца). Die Beziehung zu Rosdewitsch verarbeitete sie auch im Poem vom Berg (Поэма Горы, 1924–1939).
Etwa um die gleiche Zeit begann Marina Zwetajewas weit bedeutendere – geistige – Beziehung zu Boris Pasternak, der in der Sowjetunion geblieben war. Die beiden begegneten sich nur selten und jeweils sehr kurz, unterhielten jedoch eine enge Freundschaft, bis die Dichterin nach Russland zurückkehrte.
Im Sommer 1924 lebten Marina Zwetajewa und ihr Mann in den Vororten von Prag; und hier wurde Marina mit ihrem Sohn Georgi schwanger. Zu den materiellen Schwierigkeiten der Familie kam in dieser Zeit die Tuberkuloseerkrankung Efrons. Zwetajewa erhielt vom tschechoslowakischen Staat ein mageres Stipendium, das man Künstlern und Schriftstellern gewährte. Zusätzlich trug sie, soviel sie konnte, durch Lesungen und Bucherlöse zum Unterhalt der Familie bei. Sie wandte sich immer mehr dem Schreiben von Prosa zu, weil sie festgestellt hatte, dass diese besser bezahlt wurde als Gedichte.

#### Paris
1925 ließ sich die Familie in Paris nieder, wo sie die nächsten 14 Jahre verbringen sollten, und wo Georgi geboren wurde, den sie später nur „Mur“ nannte. Eigentlich wollte sie ihn Boris nennen, nach Pasternak, Efron war jedoch strikt dagegen und bestand auf Georgi. Georgi sollte ein sehr schwieriges und anstrengendes Kind werden. Dennoch liebte seine Mutter ihn, wie nur sie lieben konnte, voller Hingabe und Besessenheit. Ariadna übernahm als ältere Schwester sofort die Rolle der Helferin und Vertrauten ihrer Mutter und wurde so eines großen Teils ihrer Kindheit beraubt. Dennoch wurde Georgi mit den Jahren immer schwieriger und aufmüpfiger und dankte seiner Mutter die Hingabe nicht.
In Paris fühlte sich Marina Zwetajewa nicht zu Hause, die dominierenden russischen Emigranten-Schriftstellerkreise warfen ihr trotz ihrer leidenschaftlichen Gedichte aus der Zeit des Bürgerkrieges mangelnde oder zu unklare Kritik gegenüber der Sowjetunion vor.
Insbesondere nahm man ihr einen bewundernden Brief an den sowjetischen Dichter Wladimir Majakowski übel. Die Emigrantenzeitschrift Die neuesten Nachrichten, die oftmals Beiträge von Zwetajewa gebracht hatte, druckte danach nichts mehr von ihr. Sie fand Trost in der Korrespondenz mit Boris Pasternak, Rainer Maria Rilke, der tschechischen Dichterin Anna Tesková und den Kritikern Dmitri Petrowitsch Swjatopolk-Mirski und Aleksander Bachrach.
In der Zwischenzeit entwickelte ihr Ehemann Sympathien für die Sowjets und hatte Heimweh nach Russland. Wegen seiner Vergangenheit als „weißer“ Soldat hatte er jedoch Angst. Er begann schließlich – entweder aus Sympathie oder um sich Wohlwollen zu erkaufen – für den NKWD, den Vorläufer des KGB, als Spion zu arbeiten. Ariadna teilte seine Ansichten und wandte sich zunehmend gegen ihre Mutter. 1937 kehrte sie in die Sowjetunion zurück.
Im selben Jahr musste auch Efron heimkehren, da die französische Polizei ihn des Mordes an dem sowjetischen Dissidenten Ignaz Reiss beschuldigte. Befragungen der zurückgebliebenen Marina Zwetajewa ergaben, dass sie anscheinend nichts von den Tätigkeiten ihres Mannes wusste. Dennoch war sie seitdem in Paris geächtet, weil man ihr Beziehungen zum NKWD unterstellte.

### Sowjetunion
Der Zweite Weltkrieg machte Europa genauso unsicher und feindselig wie Russland, und Marina Zwetajewa fühlte, dass sie keine Wahl hatte – 1939 kehrte auch sie mit ihrem fünfzehnjährigen Sohn Georgi in die Sowjetunion zurück. Dieser war als Schüler in Paris zu einem begeisterten Kommunisten geworden, doch erkannte er laut seiner eigenen Tagebuchaufzeichnungen, dass die sowjetische Propaganda ein falsches Bild gezeichnet hatte und den Alltag „Schmutz und Unkultiviertheit“ dominierten.
Den Schrecken, der Marina Zwetajewa erwartete, hatte sie nicht vorhergesehen. Unter Stalin war jeder, der im Ausland gelebt hatte, verdächtig, ebenso wie jeder Angehörige der vorrevolutionären Intelligenzija. Ihre Schwester war bereits vor ihrer Rückkehr verhaftet worden, und obwohl Anastasija die Stalinzeit überlebte, sollten sich die Schwestern nie wiedersehen.
Alle Türen hatten sich für Marina Zwetajewa geschlossen. Pasternak verschaffte ihr einige Übersetzungsarbeiten, aber die anerkannten sowjetischen Schriftsteller weigerten sich, ihr zu helfen, und ignorierten ihre Misere. Nikolai Assejew, auf dessen Hilfe sie gehofft hatte, scheute vor ihr zurück, aus Angst um sein Leben und seine Karriere.
Efron und Ariadna wurden wegen Spionage inhaftiert. Es stellte sich heraus, dass Ariadnas Verlobter in Wirklichkeit ein Agent des NKWD war, der die Familie ausspioniert hatte. Efron wurde 1941 erschossen, und Ariadna verbrachte acht Jahre im Gefängnis. Nach Stalins Tod entlastete man beide von den Anschuldigungen.
Im Jahr 1941 wurden Zwetajewa und ihr Sohn nach Jelabuga in die Tatarische Autonome Republik evakuiert. Sie hatten keinerlei Mittel zum Unterhalt. Georgi bedrängte seine Mutter in ihrer Armut und flehte sie an, den Ort zu verlassen; sie sah keine Möglichkeit, seinen Forderungen nachzukommen, bemühte sich jedoch noch um die Erlaubnis, nach Tschistopol zu übersiedeln.
Am 31. August 1941 erhängte sich Marina Zwetajewa. Die genaue Lage ihres Grabes ist bis heute unbekannt.

## Rehabilitation
Weder Stalin noch das kommunistische Regime insgesamt standen ihrer Arbeit wohlwollend gegenüber. Erst in den 1960er Jahren wurde sie mit ihrer Arbeit in der Sowjetunion rehabilitiert.

## Würdigung

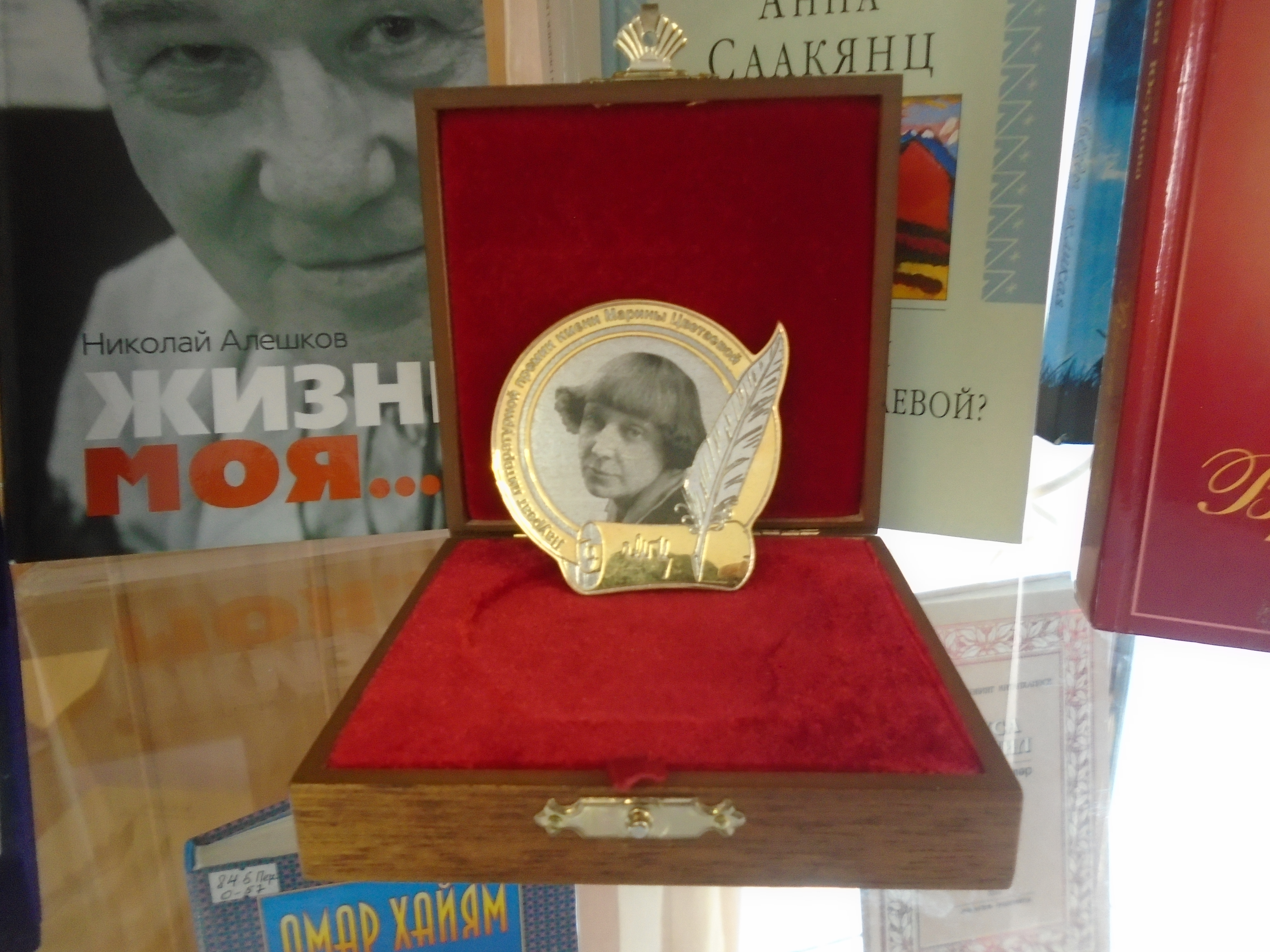
Der Zwetajewa-Literaturpreis wird vom tatarischen Kulturministerium verliehen.

Zwetajewas Dichtung erwuchs aus ihrer eigenen komplizierten Persönlichkeit, ihrer vielseitigen Begabtheit und Exzentrik und einem dichterischen Umgang mit der Sprache. Gott, Dasein, menschliche Seele, Vorbestimmung des Dichters, Schicksal Russlands, Liebe zu Deutschland, griechische Mythologie, geistige Freundschaft, weibliche Sexualität und das Spannungsfeld weiblicher Gefühle waren Themen ihrer Arbeit, die die gegensätzlichen Schulen von Akmeismus und Symbolismus verband.

## Posthume Ehrungen in Freiburg
- An der Universität Freiburg wurde am 23. Dezember 2016 der nach ihr benannte Verein Zwetajewa-Zentrum für russische Kultur an der Universität Freiburg e. V. gegründet.[7]
- An ihrem ehemaligen Wohnhaus in der Wallstraße 10, wo sie 1904/05 mit ihrer Schwester lebte, erinnert eine Gedenktafel an Zwetajewa.[7]
- Im Freiburger Stadtteil Rieselfeld wurde der Marina-Zwetajewa-Weg nach ihr benannt.[7]

## Marina Zwetajewa in deutscher Übersetzung (Auswahl)
- Auf eigenen Wegen. Tagebuchprosa. Moskau 1917–1920, Paris 1934 (Übersetzt und Nachwort von Marie-Luise Bott). 5. Auflage. Bibliothek Suhrkamp 953, Frankfurt am Main 2007 (deutsche Erstausgabe 1987), ISBN 978-3-518-01953-5.
- Ausgewählte Werke, 3 Bände (Lyrik, Prosa, Briefe), Berlin (DDR): Volk und Welt, 1989, ISBN 3-353-00315-0
- Begegnungen mit Maximilian Woloschin, Andrej Belyj und Rudolf Steiner (übersetzt von Ilma Rakusa und Rolf-Dietrich Keil, herausgegeben und mit einem Nachwort von Taja Gut). Pforte, Dornach 2000, ISBN 3-85636-135-9.
- Ein Abend nicht von dieser Welt. Kleine Prosa (übersetzt und mit Nachwort von Ilma Rakusa). Bibliothek Suhrkamp 1317, Frankfurt am Main 1999, ISBN 3-518-22317-8.
- Rainer Maria Rilke und Marina Zwetajewa, ein Gespräch in Briefen. (Übersetzt von Angela Martini-Wonde sowie von Felix Philipp Ingold der 'Neujahrsbrief'). Herausgegeben von Konstantin M. Asadowski, Insel Verlag, Frankfurt am Main und Leipzig 1992, ISBN 3-458-16336-0.
- Ein gefangener Geist. (Essays, übersetzt und Nachwort von Rolf-Dietrich Keil). Bibliothek Suhrkamp 1009, Frankfurt am Main 1989, ISBN 3-518-22009-8.
- Erzählung von Sonečka. Lilith, Berlin 1984, ISBN 3-922946-02-X.
- Die Geschichte einer Widmung. Gedichte und Prosa (Aus dem Russischen übertragen, herausgegeben und mit einem Nachwort-Essay von Ralph Dutli). Ammann, Zürich 1994 / 2003, ISBN 3-250-10216-4.
- Das Haus am Alten Pimen. Auswahl. (Efeuturm. Vater und sein Museum. Zwei „Waldkönige“. 9 Gedichte. Briefe an Vera Bunina und Anna Tesková). Übersetzung Elke Erb, Reclam-Verlag, Leipzig 1989, ISBN 3-379-00302-6.
- Irdische Zeichen. Essays. Insel Verlag, Leipzig 1990, ISBN 3-7351-0054-6. (Insel-Bücherei 1078/2)
- Auf rotem Ross. Poem. Gedichte und Briefe an Jewgenij Lann, W. W. Rosanco, Gronskij und Rodsewitsch. Übersetzung Bettina Eberspächer. Oberbaum Verlag, Berlin 1995, ISBN 3-926409-62-2.
- Briefe an Anatolij Steiger. Übersetzung Bettina Eberspächer. Oberbaum Verlag, Berlin 1996, ISBN 3-928254-51-0.
- Briefe an Ariadna Berg. Übersetzung Bettina Eberspächer. Oberbaum Verlag, Berlin 1996, ISBN 3-928254-25-1.
- Briefe an die Tochter. Tagebücher, Briefe, Gedichte. Übersetzung Bettina Eberspächer, Oberbaum Verlag, Berlin 1997, ISBN 3-928254-69-3.
- Theaterstücke: Herzbube. Der Schneesturm. Der Steinerne Engel. Übersetzung Bettina Eberspächer, Oberbaum Verlag, Berlin 1997, ISBN 3-928254-66-9.
- Liebesgedichte. (Aus dem Russischen übertragen, herausgegeben und mit einem Nachwort-Essay von Ralph Dutli). Ammann, Zürich 1997/2002, ISBN 3-250-30008-X.
- Mein weiblicher Bruder. Brief an die Amazone (Übertragung aus dem Französischen und Nachwort von Ralph Dutli). Matthes & Seitz, Berlin 1985/1995, ISBN 3-88221-356-6.
- Mutter und die Musik. Autobiografische Prosa. Suhrkamp, Frankfurt am Main 2002, ISBN 3-518-01941-4.
- Phoenix. Versdrama in drei Bildern. Suhrkamp, Frankfurt am Main 1999, ISBN 3-518-22057-8.
- Poem vom Ende. Neujahrsbrief. Edition per procura, Wien 2003, ISBN 3-901118-50-0.
- Marina Zwetajewa/Anna Achmatowa: Mit dem Strohhalm trinkst du meine Seele. Gedichte. Gelesen von Katharina Thalbach und Ralph Dutli. Booklet-Essay: Ralph Dutli. 1 CD. der hörverlag, München 2003, ISBN 3-89940-155-7
- Vogelbeerbaum. Ausgewählte Gedichte (Russisch und deutsch). dtv, München 1999, ISBN 3-423-12629-9.
- Versuch, eifersüchtig zu sein. Gedichte (Russisch und deutsch). Suhrkamp, Frankfurt am Main 2002, ISBN 3-518-22340-2.
- Zwischen uns – die Doppelklinge. Reclam, Leipzig 1994, ISBN 3-379-01508-3.
- An Deutschland 1. Dezember 1914. Gedicht – Übersetzung Gert Hans Wengel, Frankfurter Allgemeine Zeitung, 29. November 2014, S. 20
- »Ich schicke meinen Schatten voraus«. Prosa. (= Gesammelte Werke, Bd. 1). Aus dem Russischen von Elke Erb, Ilma Rakusa, Margret Schubert und Marie-Luise Bott. Suhrkamp, Berlin 2018, ISBN 978-3-518-42806-1.
- »Lichtregen«. Essays und Erinnerungen. (= Gesammelte Werke, Bd. 2). Hrsg. von Ilma Rakusa. Übersetzt von Nicola Denis, Elke Erb, Rolf-Dietrich Keil, Hans Loose, Olga Radetzkaja, Ilma Rakusa und Ilse Tschörtner. Suhrkamp, Berlin 2020, ISBN 978-3-518-42932-7, Rezension.[8]
- Lob der Aphrodite. Gedichte von Liebe und Leidenschaft (Aus dem Russischen übertragen und mit einem Essay von Ralph Dutli). Wallstein Verlag, Göttingen 2021, ISBN 978-3-8353-3943-9[9]
- Boris Pasternak, Marina Zwetajewa, Briefwechsel 1922–1936 (Herausgegeben und übersetzt von Marie-Luise Bott). Wallstein Verlag, Göttingen 2021, ISBN 978-3-8353-3860-9
- »Ich sehe alles auf meine Art«. Aus den unveröffentlichten Notizbüchern. (= Gesammelte Werke, Bd. 3). Hrsg., übersetzt und mit Anmerkungen versehen von Ilma Rakusa. Suhrkamp, Berlin 2022, ISBN 978-3-518-43093-4.

## Vertonungen
- 1965: Drei Gedichte von Marina Zwetajewa, Alfred Schnittke
- 1973: Sechs Romanzen nach Worten von Marina Zwetajewa op. 143, Dmitri Schostakowitsch
- 1991: Hörspiel Casanovas Ende, aus dem Russischen von Ilma Rakusa, Regie: Otto Düben, Komposition: Peter Zwetkoff, Produktion: Süddeutscher Rundfunk
- 1996: Dialoge II für Sopran und Flöte nach Gedichten von Marina Zwetajewa, Wolfgang Schoor
- 2002: Maria, the Poet auf Memory House von Max Richter mit einem Gedicht auf Russisch rezitiert